# Raville (Eure i Loir)
Raville és un municipi francès, situat al departament de l'Eure i Loir i a la regió de Centre – Vall del Loira. L'any 2007 tenia 1.797 habitants.

## Demografia

### Població
El 2007 la població de fet de Raville era de 1.797 persones. Hi havia 672 famílies, de les quals 132 eren unipersonals (56 homes vivint sols i 76 dones vivint soles), 220 parelles sense fills, 284 parelles amb fills i 36 famílies monoparentals amb fills.
La població ha evolucionat segons el següent gràfic:
Habitants censats

### Habitatges
El 2007 hi havia 769 habitatges, 683 eren l'habitatge principal de la família, 58 eren segones residències i 28 estaven desocupats. 699 eren cases i 60 eren apartaments. Dels 683 habitatges principals, 546 estaven ocupats pels seus propietaris, 119 estaven llogats i ocupats pels llogaters i 18 estaven cedits a títol gratuït; 5 tenien una cambra, 40 en tenien dues, 94 en tenien tres, 179 en tenien quatre i 365 en tenien cinc o més. 547 habitatges disposaven pel capbaix d'una plaça de pàrquing. A 272 habitatges hi havia un automòbil i a 366 n'hi havia dos o més.

### Piràmide de població
La piràmide de població per edats i sexe el 2009 era:
| Homes | Edats   | Dones |
| ----- | ------- | ----- |
| 0     | 95 o +  | 4     |
| 0     | 90 a 94 | 8     |
| 0     | 85 a 89 | 1     |
| 4     | 80 a 84 | 2     |
| 22    | 75 a 79 | 33    |
| 34    | 70 a 74 | 52    |
| 33    | 65 a 69 | 39    |
| 38    | 60 a 64 | 37    |
| 66    | 55 a 59 | 48    |
| 51    | 50 a 54 | 72    |
| 73    | 45 a 49 | 93    |
| 99    | 40 a 44 | 80    |
| 46    | 35 a 39 | 49    |
| 54    | 30 a 34 | 63    |
| 45    | 25 a 29 | 41    |
| 69    | 20 a 24 | 34    |
| 89    | 15 a 19 | 77    |
| 55    | 10 a 14 | 87    |
| 73    | 5 a 9   | 58    |
| 31    | 0 a 4   | 38    |

## Economia
El 2007 la població en edat de treballar era de 1.169 persones, 871 eren actives i 298 eren inactives. De les 871 persones actives 785 estaven ocupades (419 homes i 366 dones) i 86 estaven aturades (45 homes i 41 dones). De les 298 persones inactives 114 estaven jubilades, 96 estaven estudiant i 88 estaven classificades com a «altres inactius».

### Ingressos
El 2009 a Raville hi havia 721 unitats fiscals que integraven 1.901 persones, la mediana anual d'ingressos fiscals per persona era de 20.615 €.

### Activitats econòmiques
Dels 94 establiments que hi havia el 2007, 1 era d'una empresa extractiva, 3 d'empreses alimentàries, 2 d'empreses de fabricació de material elèctric, 1 d'una empresa de fabricació d'elements pel transport, 5 d'empreses de fabricació d'altres productes industrials, 13 d'empreses de construcció, 22 d'empreses de comerç i reparació d'automòbils, 8 d'empreses de transport, 5 d'empreses d'hostatgeria i restauració, 1 d'una empresa d'informació i comunicació, 4 d'empreses financeres, 1 d'una empresa immobiliària, 13 d'empreses de serveis, 9 d'entitats de l'administració pública i 6 d'empreses classificades com a «altres activitats de serveis».
Dels 19 establiments de servei als particulars que hi havia el 2009, 1 era una oficina de correu, 2 oficines bancàries, 1 taller de reparació d'automòbils i de material agrícola, 1 taller d'inspecció tècnica de vehicles, 2 paletes, 2 guixaires pintors, 1 fusteria, 2 lampisteries, 3 electricistes, 1 perruqueria, 1 restaurant, 1 agència immobiliària i 1 saló de bellesa.
Dels 3 establiments comercials que hi havia el 2009, 1 era una botiga de més de 120 m², 1 una botiga de menys de 120 m² i 1 una fleca.
L'any 2000 a Raville hi havia 8 explotacions agrícoles que ocupaven un total de 438 hectàrees.

## Equipaments sanitaris i escolars
L'únic equipament sanitari que hi havia el 2009 era una farmàcia.
El 2009 hi havia 1 escola maternal i 1 escola elemental.

## Poblacions més properes
El següent diagrama mostra les poblacions més properes.